# Biến tần điện Mặt Trời

Sơ đồ khối của hệ thống biến tần điện Mặt Trời.

Biến tần điện Mặt Trời là biến tần thực hiện chuyển đổi năng lượng điện Mặt Trời ra điện xoay chiều AC để sử dụng trong công nghiệp hoặc tiêu dùng gia đình. Trong tiếng Anh hiện có các thuật ngữ cho thiết bị này là solar inverter, photovoltaic inverter hoặc PV inverter.
Biến tần điện Mặt Trời nói chung có nhiều cấp độ hoạt động khác nhau, tùy thuộc vào tình trạng nguồn điện Mặt Trời là các tấm panel photovoltaic tức pin Mặt Trời (solar cell), và tải là mạng tiêu thụ tách rời hay hòa lưới. Biến tần phải thích nghi với tình trạng dòng năng lượng đến bị thăng giáng, trong đó quan trọng nhất là theo dõi điểm công suất cực đại (maximum power point tracking hay MPP-tracker) và bảo vệ chống đảo nguồn (anti-islanding protection) ở ngõ ra.
Các biến tần hòa lưới thì có hai dạng là một pha và ba pha. Nếu năng lượng cấp vào mạng tiêu thụ cục bộ của lưới điện, ví dụ, hệ thống điện Mặt Trời áp mái cấp điện vào mạch tiêu thụ địa phương, thì mạch này có thể nối lưới qua công tơ điện hai chiều để xác định lượng điện năng đã trao đổi, và được công ty điện lực trả tiền phần điện đã phát lên lưới.
Trong thực tế thiết kế và hoạt động của biến tần điện Mặt Trời giống và cùng nhóm với các biến tần cho nguồn điện tái tạo có dòng năng lượng thăng giáng khác, như điện gió, điện sóng nước.

Sơ đồ đấu nối hệ thống năng lượng mặt trời dùng Biến tần năng lượng mặt trời Hybrid

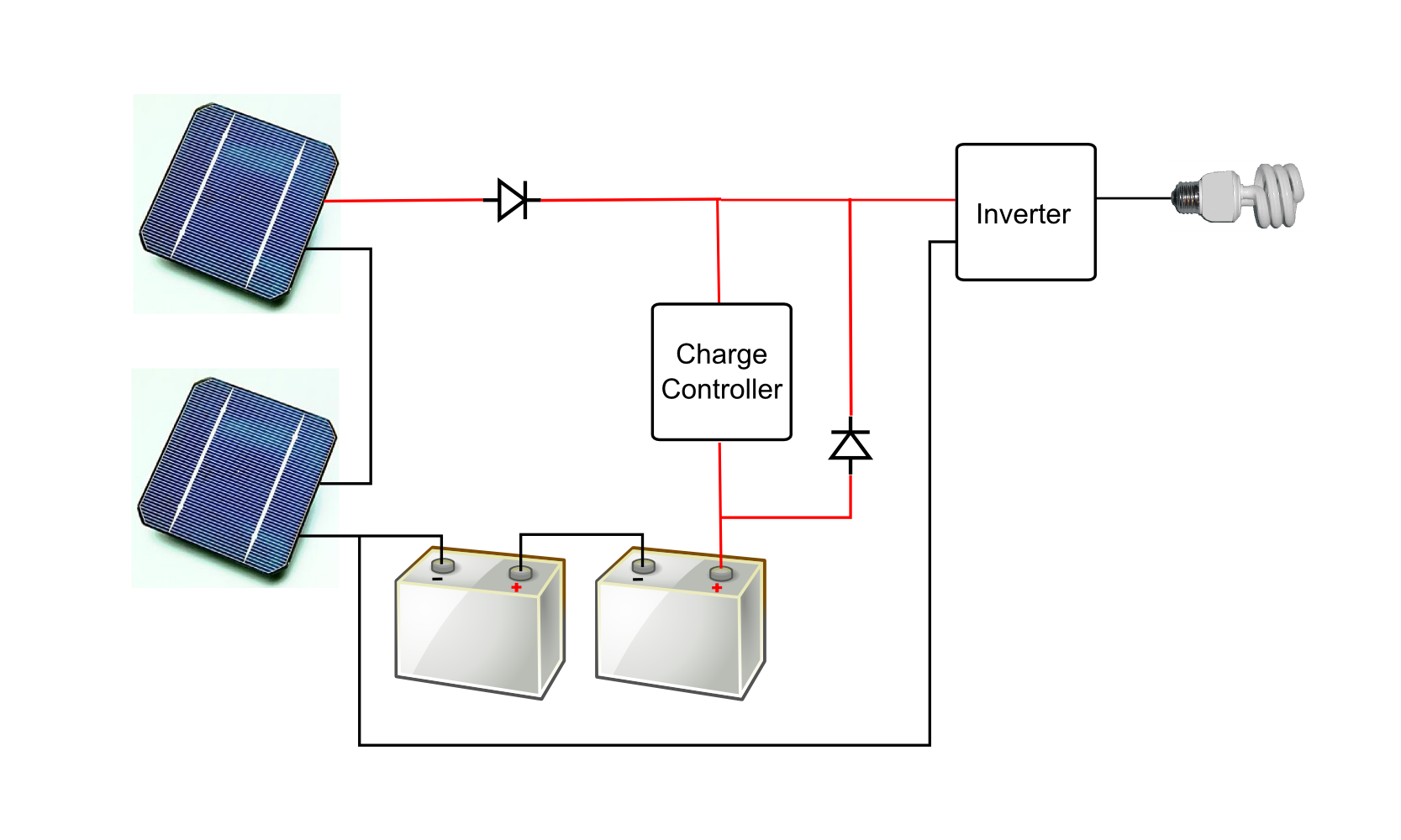
Sơ đồ biến tần tự lập dùng ở gia đình
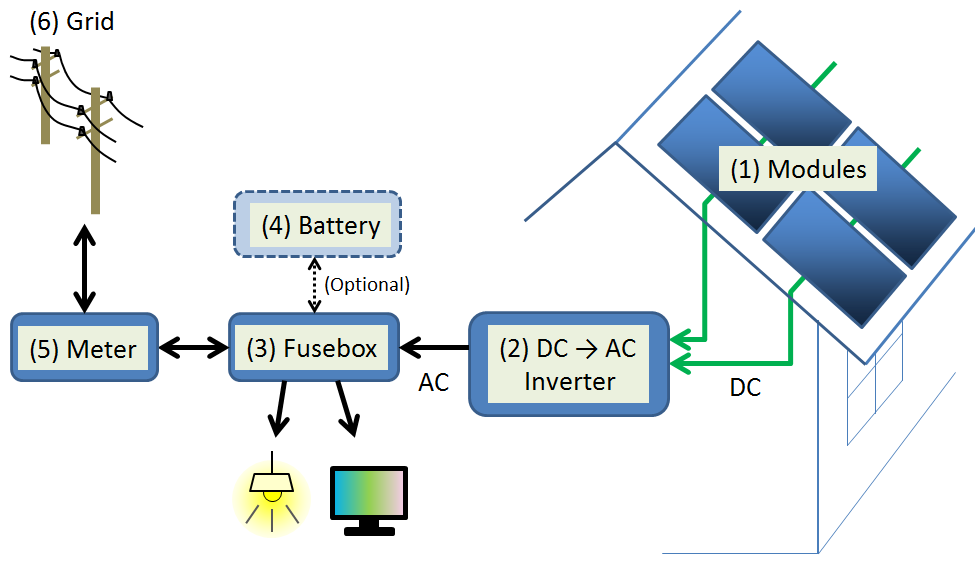
Sơ đồ hệ thống điện mặt trời nối lưới đơn giản
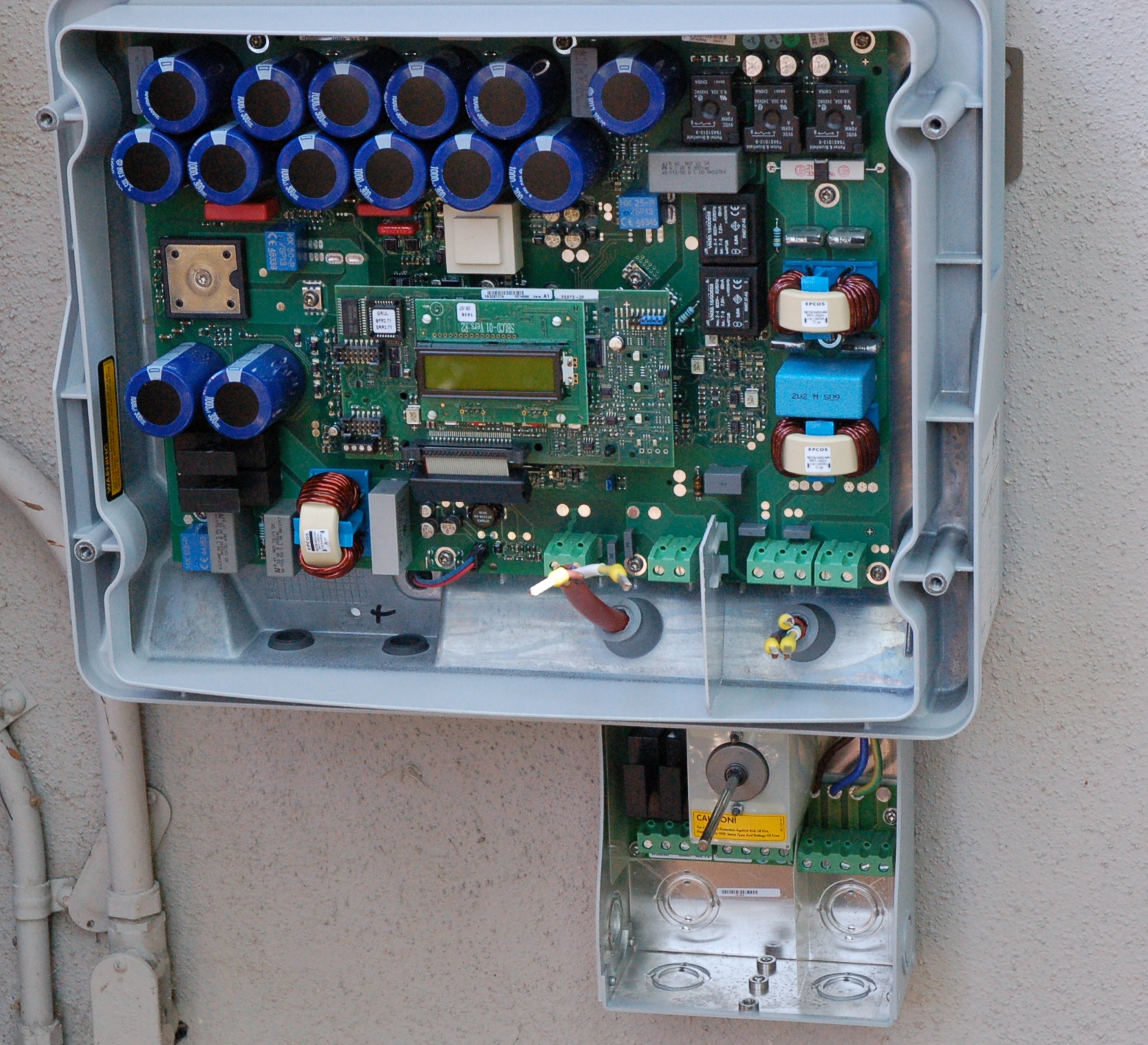
Bên trong một biến tần, với nhiều tụ điện lớn để khử thăng giáng

## Phân loại
Theo cách thức hoạt động có thể phân loại các biến tần ra các loại dưới đây.
1. Biến tần tự lập sử dụng trong các mạng địa phương không liên kết với lưới điện. Các biến tần này biến đổi năng lượng DC từ khối pin sạc, còn pin Mặt Trời thì cấp điện vào bộ sạc pin. Hệ thống này có thể có bộ sạc từ nguồn điện AC từ máy phát điện hoặc điện lưới, nhưng không có đồng bộ điện AC với nhau. Hệ thống không bắt buộc phải có bảo vệ chống đảo nguồn.
2. Biến tần nối lưới thực hiện biến đổi ra điện AC với sóng hình sin trùng pha với điện lưới. Hệ thống được thiết kế có bộ kiểm soát đồng pha, và tự động cắt khi lỗi nguồn. Hệ không cung cấp năng lượng dự phòng trong thời gian mất điện.
3. Biến tần dự phòng pin là bộ biến tần đặc biệt được thiết kế để lấy năng lượng từ pin sạc, quản lý việc sạc pin thông qua bộ sạc trên bo mạch và xuất năng lượng dư thừa vào lưới điện. Hệ thống này có khả năng cung cấp năng lượng AC cho các tải được chọn (tải trong lưới tiêu thụ) kể cả khi mất điện lưới. Hệ thống này yêu cầu phải có bảo vệ chống đảo nguồn.
4. Biến tần lai thông minh là hệ thống quản lý các mảng pin Mặt Trời, các pin sạc lưu trữ điện, và lưới tiêu dùng, tất cả được ghép trực tiếp vào thiết bị. Các hệ thống tất cả trong một hiện đại này thường rất linh hoạt và có thể được sử dụng cho các ứng dụng nối lưới, độc lập hoặc sao lưu nhưng chức năng chính của chúng là tự tiêu dùng khi sử dụng bộ lưu trữ.